# Piper ovatostemon
Piper ovatostemon är en pepparväxtart som beskrevs av C. Dc.. Piper ovatostemon ingår i släktet Piper och familjen pepparväxter. Inga underarter finns listade i Catalogue of Life.